# Le miracle de l’amour
Le miracle de l’amour — четвёртый студийный альбом французской актрисы и певицы Элен Ролле. Выпущен в 1994 году во Франции. Диск разошёлся тиражом в 900 тыс. экземпляров и принёс огромный коммерческий успех. В поддержку диска весной 1995 года Ролле выступила с концертной программой во Франции, Бельгии, Швейцарии, Нидерландах, Австрии и Германии.

## Список композиций
1. Moi aussi je vous aime
2. Imagine
3. A force
4. Toujours par amour
5. Un ami
6. Un an d’armée
7. Personne
8. Sous le soleil
9. Méfie toi des garçons
10. Le miracle de l’amour
11. La valse du temps
12. Pauvre blues